# Arizona sur
Arizona sur é um filme argentino do gênero comédia, dirigido por Daniel Pensa e Miguel Angel Rocca e lançado em 2007.